# Eucerini
Las abejas Eucerini son miembros de la tribu más variada dentro de la familia Apidae, con más de 32 géneros en el mundo. Antes eran clasificados dentro de la familia Anthophoridae que hoy en día es considerada una tribu dentro de Apidae. Son todas especies solitarias, aunque generalmente anidan en grupos de nidos independientes. Hacen sus nidos en el suelo. Ocasionalmente los machos se congregan a dormir en alguna planta. La mayoría, pero no todas las especies, se caracterizan por las largas antenas de los machos. El nombre Eucerini (verdaderos cuernos) se refiere a esta caracterísitica. Presentan la mayor diversidad en el hemisferio occidental.

## Clasificación
La presente clasificación de esta tribu es bastante caótica porque muchos géneros son chicos y mal representados, con la mayoría de las especies (~500) concentradas en solo 5 géneros. Este grupo necesita una revisión taxonómica profunda. La más reciente fue del año 2000 y eliminó 7 géneros.

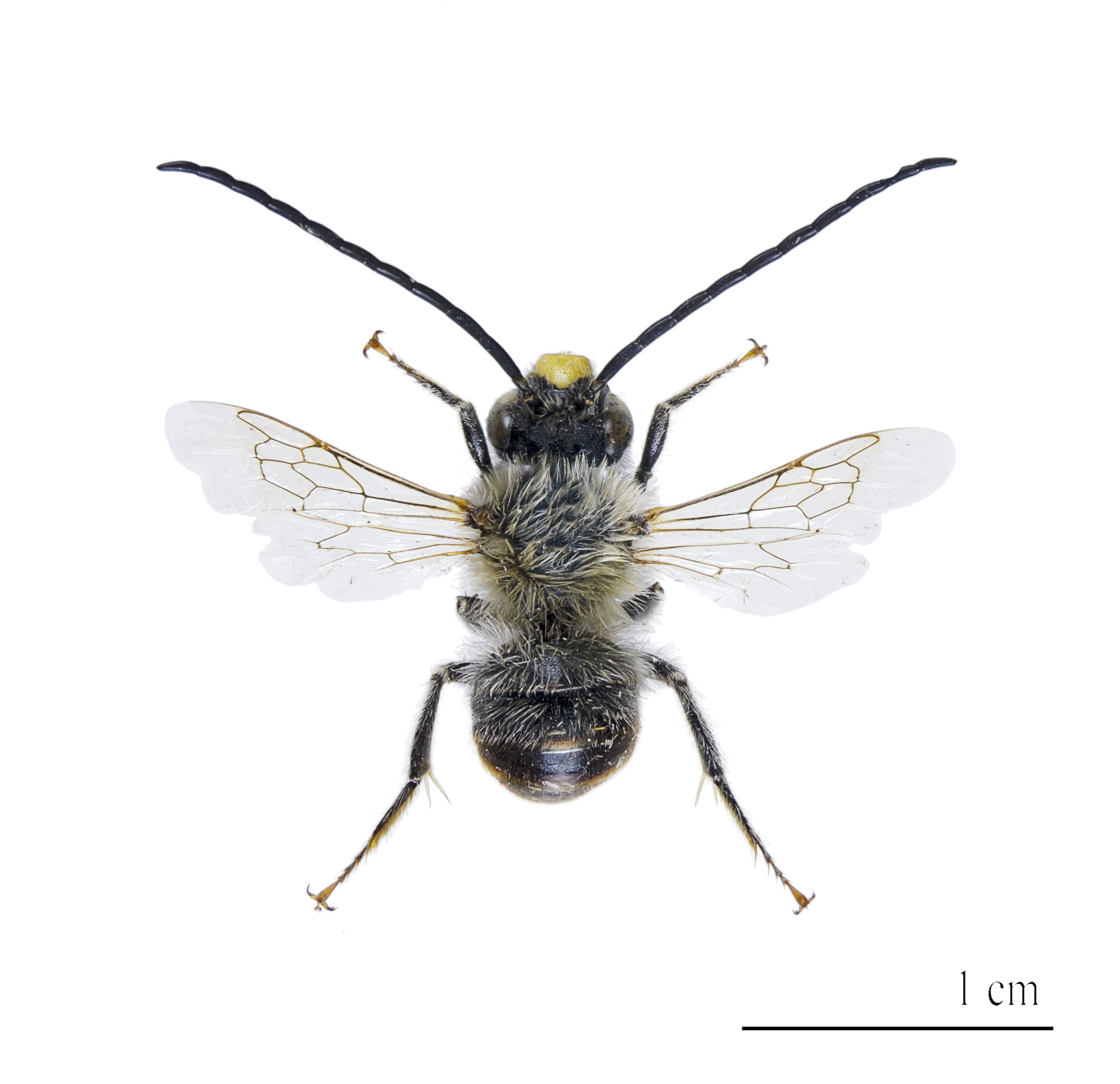
Eucera nigrescens, macho

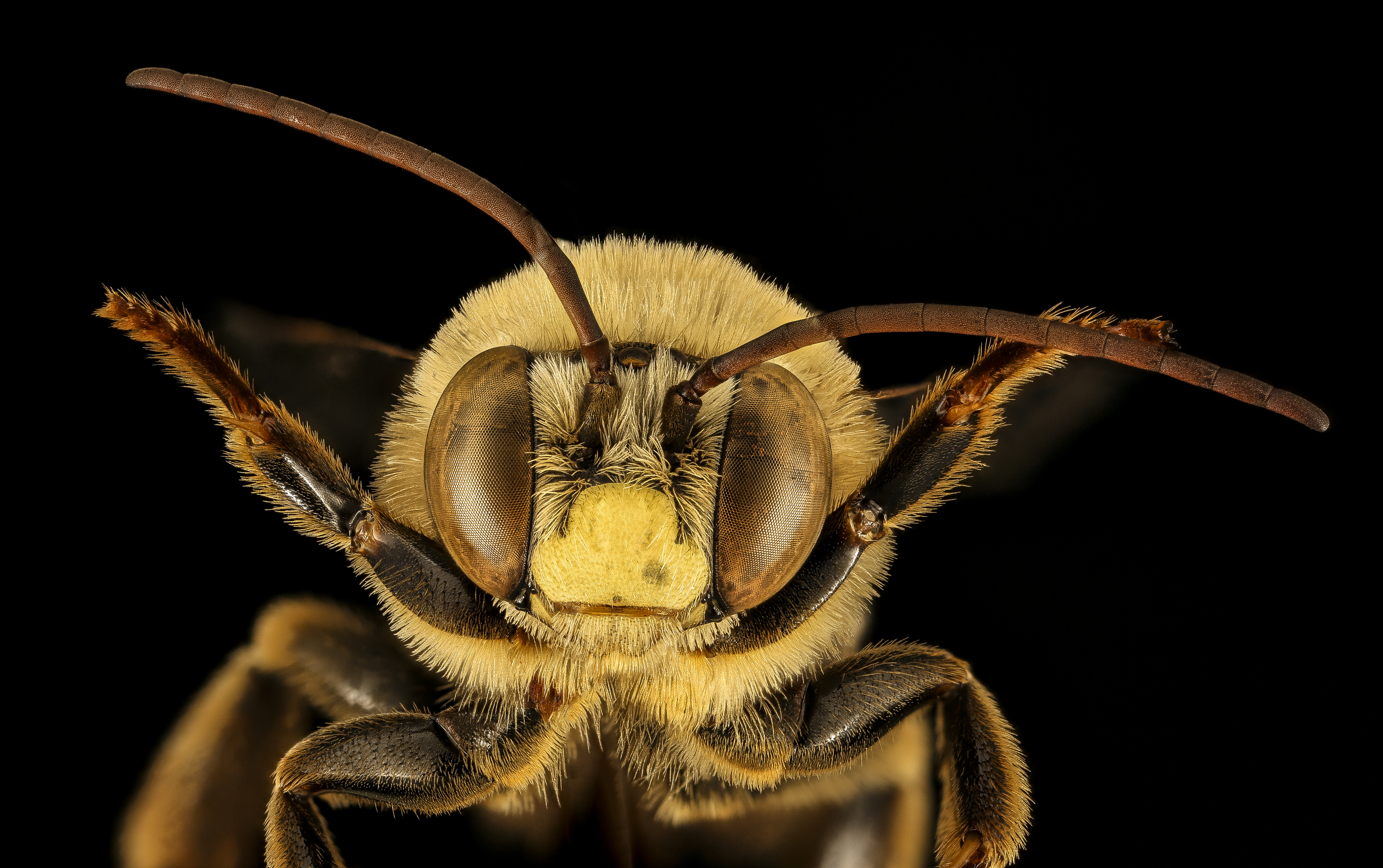
Svastra obliqua

## Géneros
- Agapanthinus LaBerge, 1957
- Alloscirtetica Holmberg, 1909
- Canephorula Jörgensen, 1909
- Cemolobus Robertson, 1902
- Cubitalia Friese, 1911
- Eucera Scopoli, 1770
- Eucerinoda Michener & Moure, 1957
- Florilegus Robertson, 1900
- Gaesischia Michener, LaBerge & Moure, 1955
- Gaesochira Moure & Michener, 1955
- Hamatothrix Urban, 1989
- Lophothygater Moure & Michener, 1955
- Martinapis Cockerell, 1929
- Melissodes Latreille, 1829
- Melissoptila Holmberg, 1884
- Micronychapis Moure & Michener, 1955
- Mirnapis
- Notolonia Popov, 1962
- Pachysvastra Moure & Michener, 1955
- Peponapis Robertson, 1902
- Platysvastra Moure, 1967
- Santiago Urban, 1989
- Simanthedon Zavortink, 1975
- Svastra Holmberg, 1884
- Svastrides Michener, LaBerge & Moure, 1955
- Svastrina Moure & Michener, 1955
- Syntrichalonia LaBerge, 1957
- Tetralonia Spinola, 1839
- Tetraloniella Ashmead, 1899
- Thygater Holmberg, 1884
- Trichocerapis Cockerell, 1904
- Ulugombakia
- Xenoglossa Smith, 1854